# Alena Mamina
Alena Aleksandrovna Mamina (en russe : Алена Александровна Мамина ; née Tamkova le 30 mai 1990) est une athlète russe, spécialiste du sprint. 

## Palmarès
| Date | Compétition                       | Lieu        | Résultat | Épreuve   | Temps         |
| ---- | --------------------------------- | ----------- | -------- | --------- | ------------- |
| 2009 | Championnats d'Europe juniors     | Novi Sad    | 2e       | 200 m     | 23 s 72       |
| 2011 | Championnats d'Europe espoirs     | Ostrava     | 1re      | 4 × 100 m | 44 s 14       |
| 2013 | Universiade                       | Kazan       | 2e       | 400 m     | 51 s 17       |
| 2013 | Universiade                       | Kazan       | 1re      | 4 × 400 m | 3 min 26 s 61 |
| 2014 | Championnats du monde en salle    | Sopot       | 4e       | 4 × 400 m | 3 min 28 s 39 |
| 2014 | Championnats d'Europe par équipes | Brunswick   | 1re      | 400 m     | 51 s 72       |
| 2015 | Championnats d'Europe par équipes | Tcheboksary | 1re      | 4 × 400 m | 3 min 4 s 98  |
| 2019 | Jeux mondiaux militaires          | Wuhan       | 2e       | 4 × 400 m | 3 min 28 s 09 |

## Records
| Épreuve    | Épreuve      | Performance | Lieu      | Date            |
| ---------- | ------------ | ----------- | --------- | --------------- |
| 200 mètres | En plein air | 23 s 35     | Joukovski | 30 juin 2013    |
| 400 mètres | En plein air | 51 s 17     | Kazan     | 9 juillet 2013  |
| 400 mètres | En salle     | 52 s 40     | Moscou    | 17 février 2014 |